# 데달도 항공모함
데달도 항공모함은 스페인의 경항공모함이다. 1940년대 미국 인디펜던스급 항공모함을 중고로 수입해서 사용했다.

## 역사
1967년 8월 30일 스페인 해군은 미국 인디펜던스급 항공모함인 USS 캐봇 (CVL-28)을 중고로 임대했다. 임대해서 몇 년 사용하다가 구매했다. 스페인 최초의 항공모함이다. 1989년 8월 퇴역했다.
경하배수량 13,000톤, 만재배수량 16,416톤으로, 만재배수량 18,800톤인 독도함과 비슷하다. 그러나 독도함이 4만마력 엔진인데, 데달도함은 일본 휴우가함과 같은 10만마력 엔진을 사용한다.
데달도는 처음에 1967년부터 1976년까지 9년 동안에는 대잠전을 위한 헬기항모로 사용했다. 1972년 11월 8일, 데달도 비행갑판에 헤리어 이착륙 테스트를 성공했다. 헤리어가 수직으로 착륙할 때 내뿜는 고열의 연소가스가 나무로 된 비행갑판을 손상시키기 때문에, 함미의 비행갑판 위에 내열 강철판을 설치했다. 1인용 AV-8S 6대와 2인용 TAV-8S 2대를 1976년에 인도받았다. AV-8S 4대를 1980년에 인도받았다. 스키 점프대는 설치하지 않았다.
데달도는 1650일 스팀 엔진을 가동해 30만 해리(56만 km)를 항해했고, 3만회의 함재기 이착륙을 했다. AV-8A 1대, AB 212ASW 대잠헬기 3대를 사고로 잃었다.
1988년 스페인이 독자 건조한 프린시페 데 아스투리아스 (항공모함)으로 교체되고, 1989년 데달도함을 퇴역시켰다. 미국의 기업에 팔려 박물관으로 사용되었다. 2002년 폐기되었다.

## 해리어
데달도함은 스키 점프대도 없고, 이륙용 증기 캐터펄트도 없으며, 착륙용 어레스팅 와이어도 없는 점이 미국 와스프함, 한국 독도함과 같은데, 8대의 해리어 전투기를 운용했다.